# Królestwo Powys
Królestwo Powys (wal. Teyrnas Powys) – średniowieczne królestwo walijskie, powstałe w V wieku. 
W 1063 Powys znalazło się pod zwierzchnictwem angielskim, które zrzucono w 1102 roku. W 1160 na mocy walijskiego prawa sukcesji królestwo Powys zostało podzielone na 2 odrębne księstwa: północne i południowe. W połowie XIII wieku znalazły się one pod panowaniem angielskim.

## Królowie Powys

### Dynastia Gwertherion
- Cadell Ddyrnllwg ok. 460
- Rhyddfedd Frych ok. 480
- Cyngen Glodrydd ok. 500
- Pasgen ap Cyngen ok. 530
- Morgan ap Pasgen ok. 540
- Brochwel Ysgithrog ok. 550
- Cynan Garwyn (? – 610)
- Selyf ap Cynan (610 – 613)
- Manwgan ap Selyf (613)
- Eiludd Powys (613 – ?)
- Beli ap Eiludd vers 655
- Gwylog ap Beli (695? – 725)
- Elisedd ap Gwylog (725 – 755?)
- Brochfael ap Elisedd (755? – 773)
- Cadell Powys (773 – 808)
- Cyngen ap Cadell (808 – 854)

### Dynastia Manaw
- Rhodri Mawr (854 – 878)
- Merfyn ap Rhodri (878 – 900)
- Llywelyn ap Merfyn (900 – 942)
- Hywel Dda (942 – 950)
- Owain ap Hywel (950 – 986)
- Maredudd ab Owain (986 – 999)
- Llywelyn ap Seisyll (999 – 1023)
- Rhydderch ab Iestyn (1023 – 1033)
- Iago ab Idwal (1033 – 1039)
- Gruffydd ap Llywelyn (1039 – 1063)

### Dynastia Mathrafal
- Bleddyn ap Cynfyn (1063 – 1075)
- Iorwerth ap Bleddyn 1075 - 1103 (częściowo)
- Cadwgan ap Bleddyn (1075 - 1111 (częściowo)
- Owain ap Cadwgan (1111 - 1116 (częściowo)
- Maredudd ap Bleddyn (1116 – 1132)
- Madog ap Maredudd (1132 – 1160)

## Książęta Południowego Powys
- Owain Cyfeiliog (1160 - 1195)
- Gwenwynwyn ab Owain (1195 - 1216)
- Gruffydd ap Gwenwynwyn (1216 - 1286)
- Owain ap Griffith de la Pole (1286 - 1293)
- Sir William de la Pole (1293-1329)

## Książęta Północnego Powys
- Gruffydd Maelor (1160 - 1191)
- Madog ap Gruffydd Maelor (1191 - 1236)
- Gruffydd II ap Madog (1236 - 1269)
- Madog II ap Gruffydd (1269 - 1277)
- Gruffydd Fychan I ap Gruffydd (1277 - 1289)
- Madog Crypl (1289 - 1304)
- Madog Fychan (1304 - 1325)
- Gruffydd Fychan II (1325 - 1369)
- Owain Glyndŵr (1369 - 1416)
- Maredudd ab Owain Glyndŵr (1416 - 1421)